# Sidus, Norrköpings kommun
Sidus är en tätort (före 2020 småort, benämnd Stora Sidus) i Dagsbergs socken i Norrköpings kommun, Östergötlands län.

## Befolkningsutveckling
| Befolkningsutvecklingen i Stora Sidus/Sidus 1990–2020 | Befolkningsutvecklingen i Stora Sidus/Sidus 1990–2020 | Befolkningsutvecklingen i Stora Sidus/Sidus 1990–2020 | Befolkningsutvecklingen i Stora Sidus/Sidus 1990–2020 | Befolkningsutvecklingen i Stora Sidus/Sidus 1990–2020 |
| ----------------------------------------------------- | ----------------------------------------------------- | ----------------------------------------------------- | ----------------------------------------------------- | ----------------------------------------------------- |
|                                                       |                                                       |                                                       |                                                       |                                                       |
| År                                                    |                                                       |                                                       | Folkmängd                                             | Areal (ha)                                            |
| 1990                                                  | 1990                                                  |                                                       | 100                                                   | 26#                                                   |
| 1995                                                  | 1995                                                  |                                                       | 109                                                   | 27#                                                   |
| 2000                                                  | 2000                                                  |                                                       | 109                                                   | 29#                                                   |
| 2005                                                  | 2005                                                  |                                                       | 122                                                   | 28#                                                   |
| 2010                                                  | 2010                                                  |                                                       | 135                                                   | 30#                                                   |
| 2015                                                  | 2015                                                  |                                                       | 172                                                   | 39#                                                   |
| 2020                                                  | 2020                                                  |                                                       | 204                                                   | 41                                                    |
| Anm.: # Som småort.                                   |                                                       |                                                       |                                                       |                                                       |